# Смирнов, Григорий Яковлевич
Григорий Яковлевич Смирнов (1913—1990) — майор Рабоче-крестьянской Красной Армии, участник Великой Отечественной войны, Герой Советского Союза (1945). Командир 37-го понтонно-мостового Полоцкого батальона 43-й армии 1-го Прибалтийского фронта.

## Биография
Григорий Смирнов родился 13 февраля 1913 года в городе Очаков, Николаевской области в семье рабочего. Окончил механико-машиностроительный техникум в Колпино.
В 1936 году был призван в Красную Армию. В 1938 году проходил курсы усовершенствования командного состава в Ленинградском военно-инженерном училище им. Жданова. Принимал участие в сражениях во время Советско-финской войны. Отличился при форсировании реки Бурной, за что ему был вручён Орден Красной Звезды.
Смирнов был участником Великой Отечественной войны. Воевал на Южном, Северо-Кавказском, Закавказском, 1-м Прибалтийском и 3-м Белорусском фронтах, а также в Отдельной Приморской армии. Особо отличился в ходе Рижской наступательной операции. 14 сентября 1944 года при форсировании реки Лиелупе, расположенной в Латвии батальон Смирнова всего за 1 час 10 минут.
Указом Президиума Верховного Совета СССР от 24 марта 1945 года за «умелое руководство подразделением, мужество и героизм, проявленные при выполнении боевых задач», майор Григорий Смирнов был удостоен высокого звания Героя Советского Союза с вручением ордена Ленина и медали «Золотая Звезда».
После завершения Великой Отечественной войны участвовал в Советско-японской войне.
С 1953 года — в отставке. Проживал в Ленинграде. Работал инженером в институте «Гипрокино». Скончался 30 января 1990 года.